# مون‌پارناس

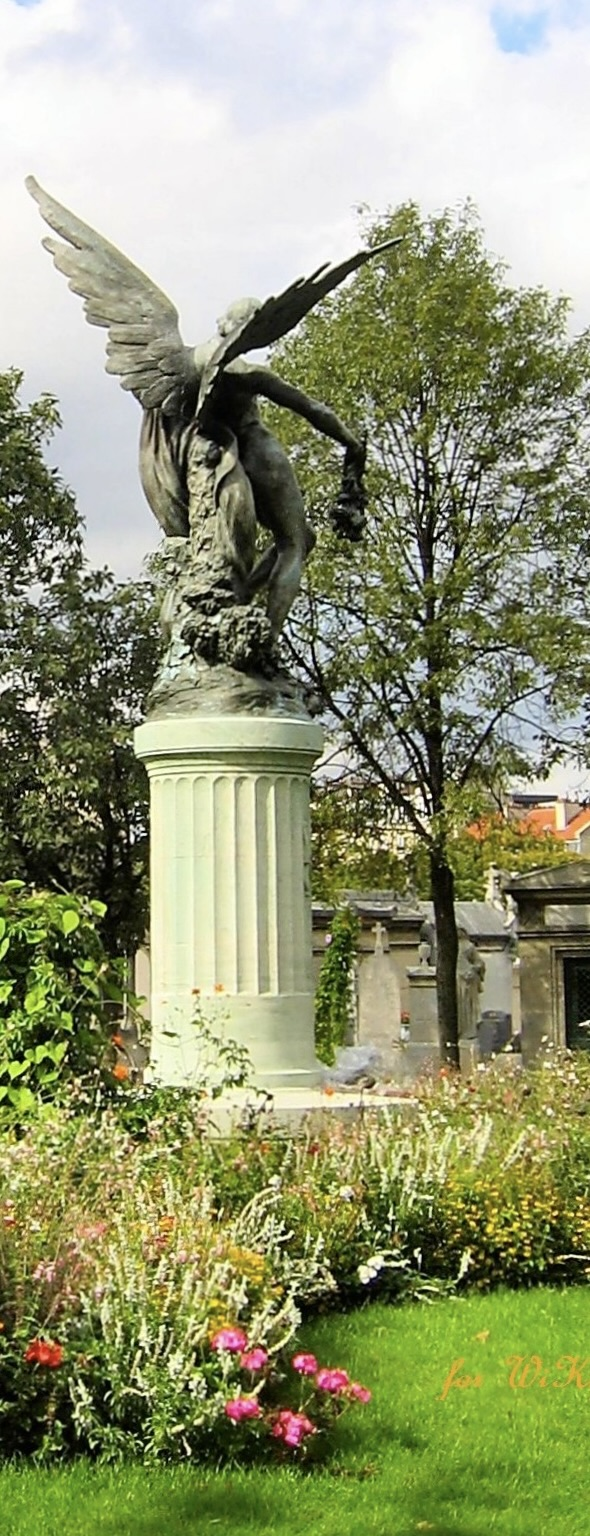
گورستان مون‌پارناس و تور مون‌پارناس

مون‌پارناس یا مونپارناس (به فرانسوی: Montparnasse) منطقه‌ای در شهر پاریس، فرانسه است که در سمتِ چپِ (La Rive Gauche) رود سِن و در تقاطعِ بلوارِ مون‌پارناس و رودِ رِن و بلوارِ راسپای (Raspail) واقع شده‌است. مناطق شهرداریِ ۶، ۱۴، و ۱۵ پاریس در این منطقه قرار دارد.
مون‌پارناس از سال ۱۶۶۹ بخشی از شهر پاریس بوده‌است.